# Dieta mediterrània
|  | Aquest article tracta sobre la dieta pròpia dels països mediterranis. Si cerqueu la pel·lícula de Joaquim Oristrell, vegeu «Dieta mediterrània (pel·lícula)». |

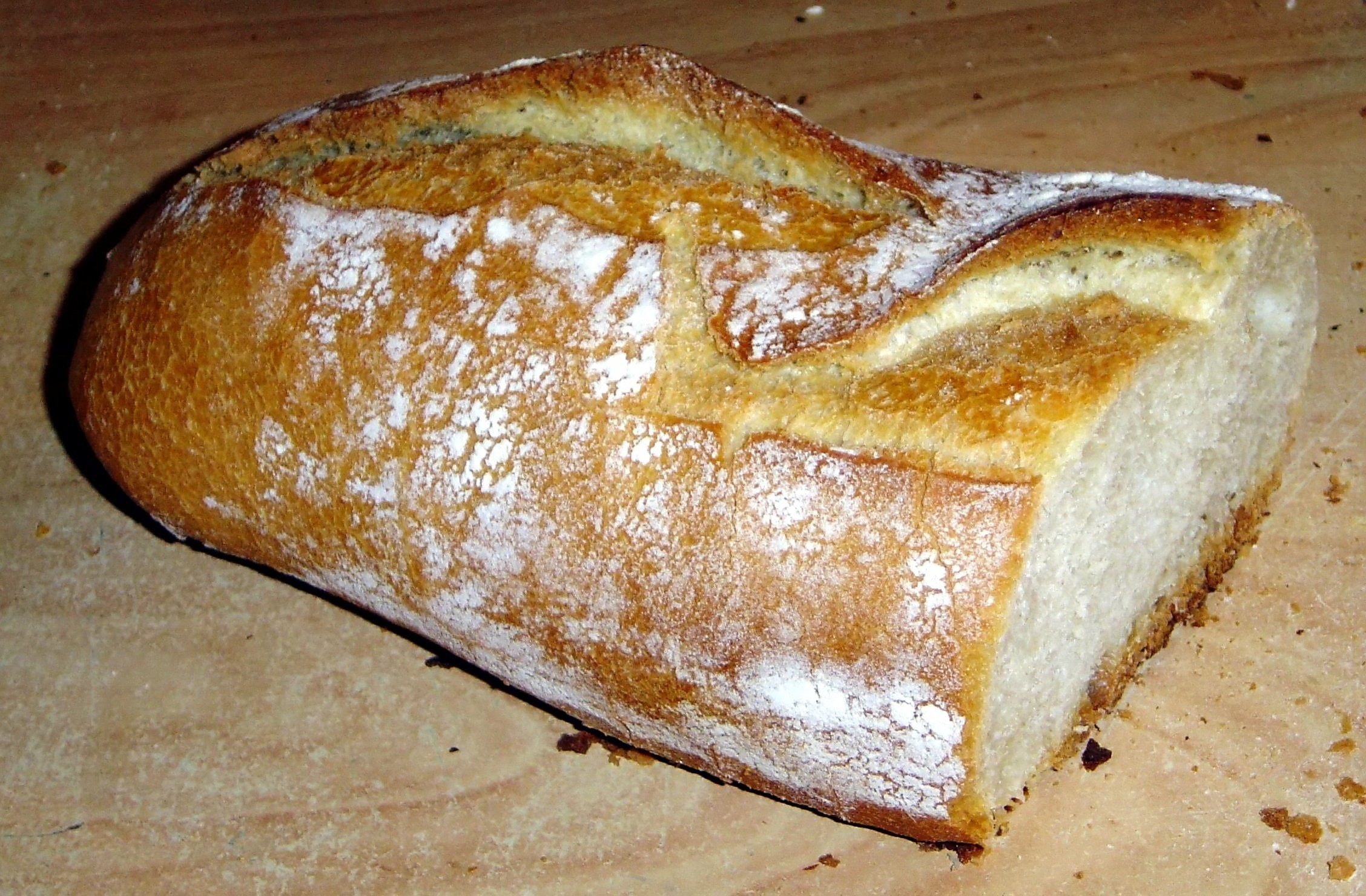
Pa

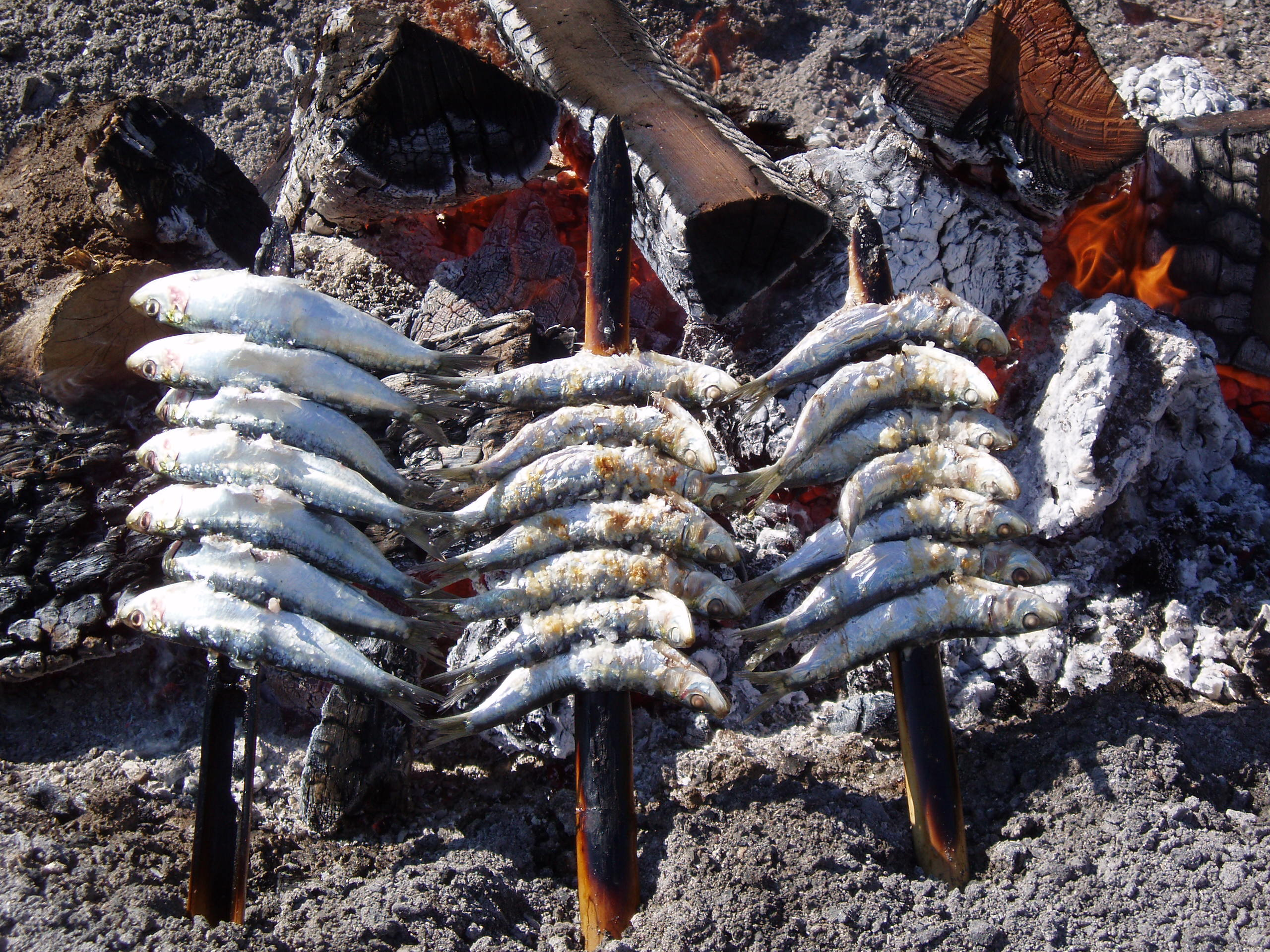
Sardines (peix blau)

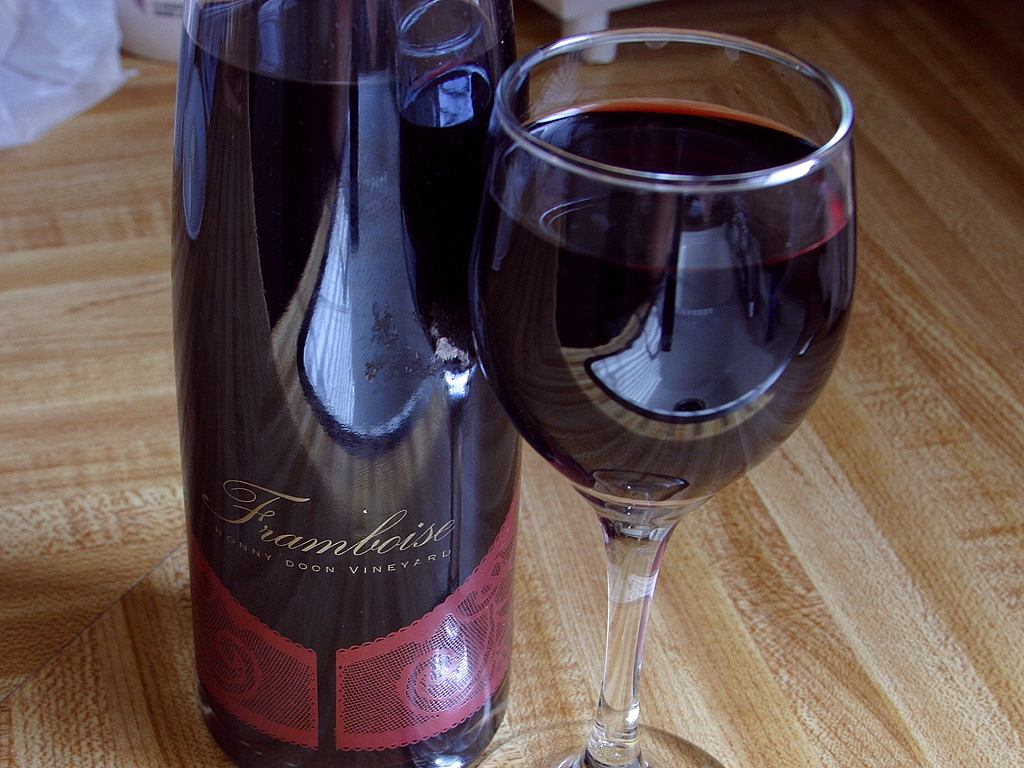
Vi negre

Dieta mediterrània és un terme que designa un tipus de dieta que des de fa segles pauta tradicionalment l'alimentació dels països banyats per la Mediterrània i que es basa en el consum de verdures, llegums, fruites, peix, i d'oli d'oliva com a greix (àcids grassos) essencials, també inclou sovint el vi. Valora la qualitat dels ingredients i la seva varietat, que se solen cuinar de manera senzilla. Des del punt de vista de la salut, tant l'OMS com la FAO la consideren un model alimentari sostenible i de qualitat.
El juny de 2007, el Govern espanyol, juntament amb el suport de la Generalitat de Catalunya, i els governs de Grècia, Itàlia i el Marroc, va presentar conjuntament la candidatura de la dieta mediterrània per a la seva inclusió en la llista del Patrimoni Cultural Immaterial de la Humanitat de la UNESCO. El 16 de novembre de 2010, el Comitè Intergovernamental per a la Salvaguarda del Patrimoni Cultura Immaterial de la Humanitat la va declarar Patrimoni Immaterial de la Humanitat de la UNESCO sota la denominació «La dieta mediterrània» d'Espanya, Itàlia, Grècia i Marroc; el 2013 es va estendre a Xipre, Portugal i Croàcia.

## Beneficis
Les virtuts de la cuina del mediterrani per a la salut humana han estat constatades científicament pels beneficis dels aliments que la componen, en especial l'oli d'oliva, el vi negre en quantitats moderades i els llegums, així com una certa importància del peix sobre la carn.
Els beneficis són molt destacables per a evitar les malalties cardiovasculars, així com el càncer i altres patologies. Les causes semblen estar en el major consum de peix, especialment peix blau, ric en àcids grassos omega 3; en l'alt consum d'oli d'oliva (que redueix el nivell de colesterol en la sang) en lloc de greixos animals, i finalment en el consum de vi, que té efectes beneficiosos , especialment el vi negre pels seus antioxidants, encara que per la toxicitat de l'alcohol, ha de prendre's en quantitats moderades, entenent com a tal un o dos gots per àpat . Aquest darrer component és àmpliament discutit i controvertit per ser el vi reconegut per l'OMS com una substància cancerígena.

## Història
Les primeres referències són de l'any 1947, quan Leland Allbaugh va estudiar l'alimentació dels habitants de l'illa de Creta. A la dècada del 1950, però, fou quan el doctor Ancel Keys, que estudiava les relacions entre les malalties coronàries, el colesterol i la dieta, la va difondre descrivint una dieta caracteritzada per (cita aproximada): 
| « | Abundants vegetals (fruita, verdures, pa i altres derivats dels cereals, llegums i fruits secs), amb la fruita fresca com a postres habituals, oli d'oliva com el greix principal, lactis (sobretot llet i iogurt) i peix consumits en quantitats de baixes a moderades, de zero a quatre ous per setmana, baix consum de carns vermelles, i consum entre baix i moderat de vi. És una dieta amb baix contingut en greixos saturats (entre 7 i 8% de les calories) amb un consum de greix total entre el 25% fins a poc més del 35%. | » |

## Variacions

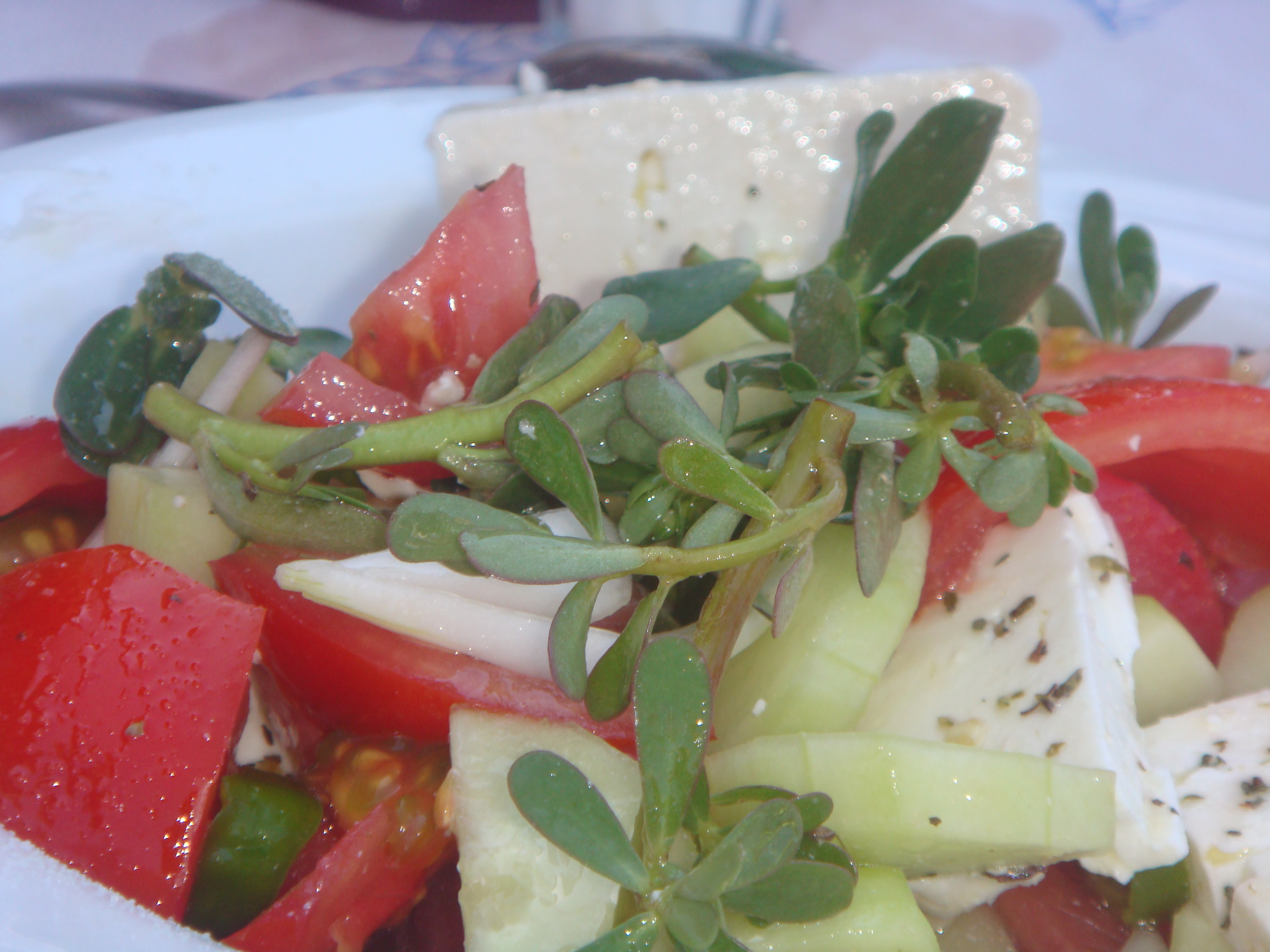
El consum d'algunes verdures mediterrànies considerades poc refinades s'ha reduït molt en els últims anys. Amanida grega amb verdolaga.

La dieta mediterrània ideal, tal com la va plantejar Keys, no coincideix exactament amb la cuina tradicional d'un país mediterrani concret. Quan Keys va observar la dieta de Nàpols a la dècada de 1950, el menjar estava bastant racionat a conseqüència de la postguerra, i potser en aquest temps la dieta quotidiana dels napolitans s'assemblava més a la que ell va proposar.
Keys es va recolzar en la imatge de salut projectada pels països mediterranis comparada amb els nord-americans per a formular una dieta més racional que la basada en esmorzar un parell d'ous, cuinar amb mantega, menjar carn una o dues vegades al dia i gairebé ignorar el peix i les verdures i hortalisses.
El que Keys va acabar formulant va ser una dieta pràcticament vegetariana, complementada mínimament amb carn i peix. Aquesta dieta realment no correspon a la gastronomia de cap país de la Mediterrània, car la societat de consum actual ha fet canviar molt la dieta tradicional arreu de tota la zona. Actualment, el nivell de vida més alt ha fet que en molts països mediterranis s'hagin abandonat algunes verdures de consum tradicional, com cards, garrofes, lletsons i borratges, mentre que el consum de carn en diverses formes ha augmentat. L'enciam, més tendre i de gust neutral, ha substituït altres fulles verdes que abans es feien servir a la cuina mediterrània per fer amanides, com l'agrella, la pimpinella i la verdolaga, entre moltes altres.
Als països mediterranis, el consum tradicional de carn es reduïa a trossets menuts dins de sopes, potatges o bé estofats. Actualment, però, es mengen bistecs i grans quantitats d'embotits de forma habitual. Cal tenir en compte però que la cuina dels països mediterranis ha passat periòdicament per cicles de penúria i abundància segons els temps. En temps difícils, com per exemple períodes de guerra i crisis, el consum de carns, aus, productes lactis i ous s'ha vist reduït en favor d'una dieta més espartana, basada en allò que donava la terra localment.
Als països mediterranis de l'Àfrica del Nord i el Pròxim Orient, la dieta es veu condicionada per les prohibicions religioses de l'islam i del judaisme, segons el lloc. Aquestes cuines han incorporat influències provinents de l'Àsia central i del subcontinent indi, especialment pel que fa a la utilització de les espècies i de condiments.

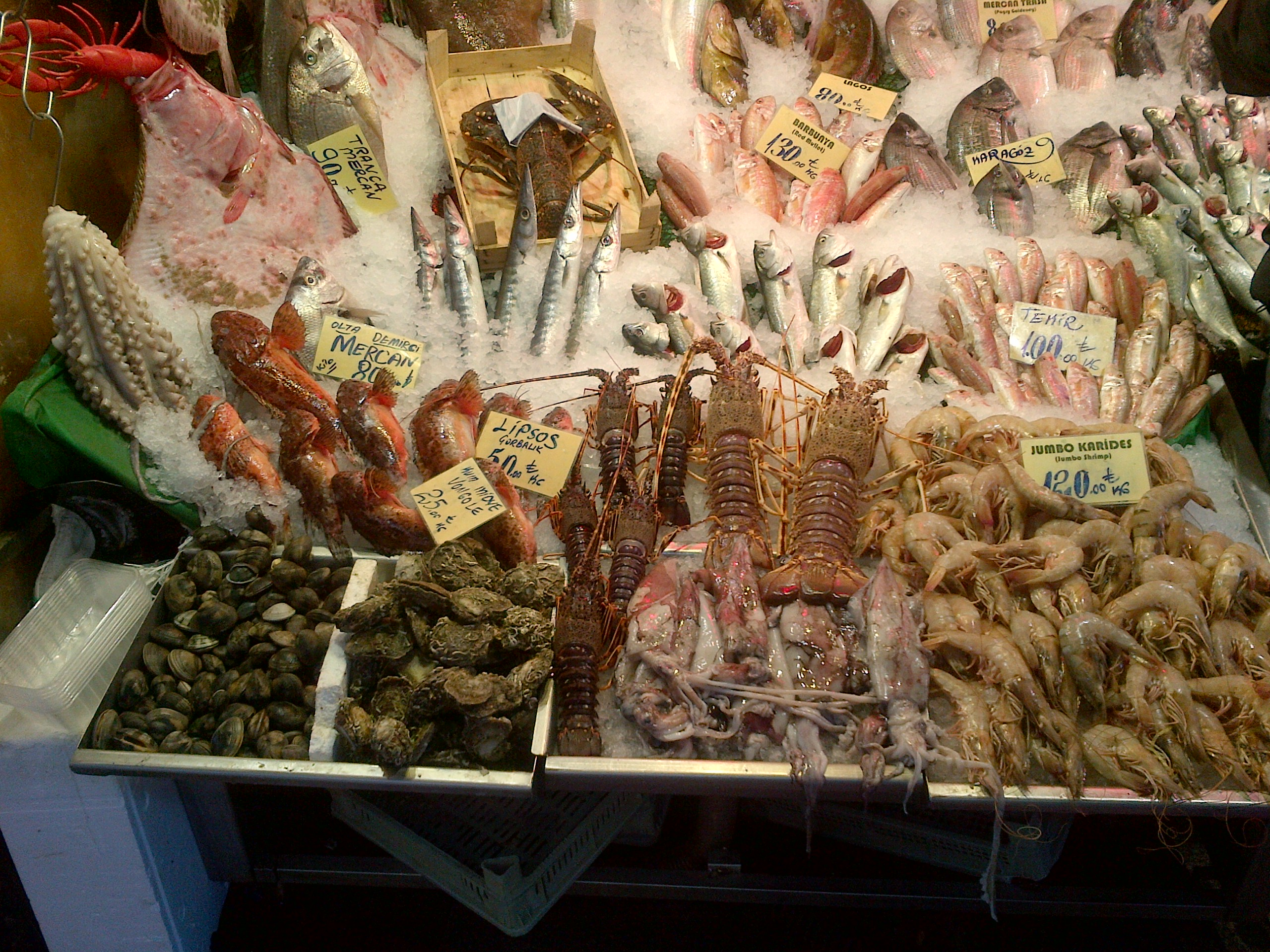
Peix i mariscs